# Frédéric Tranchand
Pour les articles homonymes, voir Tranchand.
Frédéric Tranchand (né le 25 mai 1988 à Saint-Chamond) est un orienteur et traileur français de haut niveau.

## Carrière
Il s'est révélé par une médaille d'argent au relais de l'équipe de France aux championnats d'Europe de course d'orientation à Primorsko. Il a également créé la surprise au Sprint individuel des championnats du monde de course d'orientation à Trondheim en août 2010 en remportant la médaille de bronze, à moins d'un dixième de seconde de la 2e place, après 16 min 13 s de course.
Frédéric Tranchand a remporté 7 médailles (2 d'argent et 5 de bronze) entre 2010 et 2019 aux Championnats du monde de course d'orientation.
Il a également participé à 85 étapes de Coupe du monde de course d'orientation (en) entre 2008 et 2022, finissant une trentaine de fois dans le top 10 dont 4 fois 2e et 2 fois 3e.
Frédéric Tranchand devient champion du monde universitaire de longue distance en août 2014.
Il remporte la médaille d'argent en course longue distance et la médaille de bronze en relais aux Jeux mondiaux militaires de 2019 à Wuhan,.
Le 27 août 2020, il effectue la course Sierre-Zinal (organisée cette année-là sur un mois en raison de la pandémie) en 2 h 33 min 45 s, ce qui lui vaut la deuxième place finale, battu seulement par Kílian Jornet. Fin octobre, il prend part au Golden Trail Championship et confirme ses bonnes performances dans la discipline en s'imposant lors de la première étape dans des conditions difficiles. Plus en retrait lors des étapes suivantes, il assure sa place sur le podium et se pare de bronze,. 
Frédéric Tranchand a été élu « Meilleur sportif de la Loire » lors des premières Victoires du sport organisées par le département et le CDOS Loire après la saison 2021.
Le 11 septembre 2022, il prend le départ du SkyMarathon des championnats du monde de skyrunning à Bognanco. Il voit le Suisse Roberto Delorenzi mener les débats. Frédéric Tranchand se retrouve à la lutte pour la deuxième place avec le Japonais Ruy Ueda et parvient à prendre l'avantage sur ce dernier. Il revient même à une minute du Suisse qui a perdu du temps après une chute et décroche la médaille d'argent.
Tranchand a également participé aux championnats de Finlande de cross-country en remportant 4 fois la médaille d'argent en 2016, 2017, 2019 et 2020, ainsi que l'or par équipe avec Turku Toverit en 2016 et 2017 et le bronze en 2019. Ce qui lui a permis de courir l'European Champion Clubs Cup Cross Country en 2017 où il termine 6e. Aux championnats de Finlande d’athlétisme (Kalevan kisat), Tranchand a remporté la médaille de bronze au 10 000 mètres en 2020.

## Palmarès
| Course d'orientation                          | Course d'orientation                          | Course d'orientation                          |
| Championnats du monde de course d'orientation | Championnats du monde de course d'orientation | Championnats du monde de course d'orientation |
| --------------------------------------------- | --------------------------------------------- | --------------------------------------------- |
| Médaille d'argent                             | 2017 Tartu Estonie                            | Sprint                                        |
| Médaille d'argent                             | 2017 Tartu Estonie                            | Relais                                        |
| Médaille de bronze                            | 2010 Trondheim Norvège                        | Sprint                                        |
| Médaille de bronze                            | 2014 Trentino Italie                          | Relais                                        |
| Médaille de bronze                            | 2015 Inverness Écosse                         | Relais                                        |
| Médaille de bronze                            | 2018 Riga Lettonie                            | Relais                                        |
| Médaille de bronze                            | 2019 Østfold Norvège                          | Relais                                        |
| Championnat d'Europe de course d'orientation  |                                               |                                               |
| Médaille de bronze                            | 2010 Primorsko Bulgarie                       | Relais                                        |
| Médaille de bronze                            | 2012 Falun Suède                              | Relais                                        |
| Médaille de bronze                            | 2014, Palmela Portugal                        | Relais                                        |
| Médaille de bronze                            | 2018, Tesserete Suisse                        | Relais                                        |

Depuis 2020 il a participé à de nombreuses épreuves de trail, vice-champion du monde du SkyMarathon 2022, 1er du Skyrace des Matheysins 2020, 2021 et 2023, 3ème au classement général du Skyrunner World Series 2023, 2ème du Sierre-Zinal 2020, 2ème du Trail du Ventoux 2022, 3ème du  Golden Trail Championship 2020, 3ème du Dolomythsrun Skyrace 2023, 1er du Nice Côte d'Azur 2023, 2ème du Sagalassos Sky Ultra 2024, 7ème du Marathon du Mont-Blanc 2024,  2ème du Mexico Sky Challenge 2025, 4ème du Andes Mountain Marathon 2025 . 